# Юридична фікція
Юридична фікція –  вигадка, вимисел, «мильна бульбашка», за допомогою якого формуються трансцендентні правовідносини, штучна правова норма чи правовий інститут, які декларуються як необхідний елементи системи права та  набувають юридичного значення, хоча знаходиться в протиріччі з нормами-принципами чи нормами більш вищої юридичної сили. 
Юридична фі́кція (юридична абстракція)  часто розглядається як  прийом юридичної техніки, який для цілей правового регулювання визнає дійсними ті юридичні факти, що відсутні в реальному житті, і навпаки.

## Загальна характеристика
Цей прийом розробки права передбачає, що відповідна юридична констатація створюється при незнанні або очевидній суперечності конкретним фактам дійсності. Метою його виступає досягнення низки юридичних наслідків або бажаних судових рішень. Така констатація стає обов'язковою для всіх і перебуває під захистом від опротестування будь-ким.
Таким чином, властивостями фікції є таке:
- вони не підлягають оспорюванню;
- ґрунтуються на аналогії (юридичними фікціями є також найбільш імовірні статистичні випадки, типові обставини чи умови, які приймаються за дійсність без урахування винятків);
- мають абстрактний характер (фікції створюють абстрактний, ідеальний випадок і, відповідно, однаково регулюють відносини одного типу, які визначені в гіпотезі норми);
- є інтелектуальним прийомом, зумовленим потребами правового регулювання;
- мають властивість змінюватись відповідно до потреб та умов розвитку суспільства і права (еластичні);
- є специфічними юридичними моделями дійсності (у фікціях є чіткий порядок, незалежний від зовнішніх факторів).

Подальший розвиток права показує, що роль фікції у правотворчості поступово зменшується, оскільки закон виражається у більш широких узагальненнях, до того ж за допомогою більш вільного тлумачення і застосування норми може бути прямим шляхом досягнутий результат, якого давнє право досягало штучно і побічно.

## Приклади фікцій
Фікції знаходять використання  в багатьоїх галузях права. Це пояснюється тим, що будь-яке законодавство (а особливо в романо-германській правовій системі), як консервативна система взаємопов'язаних понять і категорій, не завжди встигає за потребами життя. Інша причина — дотримання принципу економічності у законотворчій діяльності. Набагато простіше надати умовний правовий режим об'єкту, для якого це не властиво, ніж створювати ускладнені правові конструкції, за допомогою яких регулювання буде мати громіздкий характер.
Прикладами фікцій є такі добре відомі інститути:
- усиновлення;
- визначення частки у спільному майні подружжя;
- представництво і довіреність;
- рухомі й нерухомі речі;
- гроші;
- правова природа юридичної особи;
- позовна давність та поновлення строків позовної давності тощо.

До похідних належать юридичні фікції, які пов'язані з юридичною діяльністю, тобто такі, введення яких зумовлене потребою спрощення цивільних правовідносин. Фактично, такі фікції наближені до поняття аналогії в праві, але мають на меті, як правило, не заповнення прогалин у правовому регулюванні, а створення простих і оптимальних моделей правового регулювання. Обґрунтованою можна вважати навіть точку зору, що аналогія є вужчим поняттям і входить до складу фікцій. До похідних фікцій можна віднести:
- умови договору комісії (припущення, що комісіонер є власником);
- умови договору міни (припущення, що є договір купівлі-продажу);
- норми про право власності на інформацію (припущення про інформацію як різновид майна, хоча насправді інформація не є майном, а тому не може вважатися предметом права власності) тощо.

## Дивю також
Фікція